# Nicolaus ineptedentatus
Nicolaus ineptedentatus är en insektsart som beskrevs av Stiller 1998. Nicolaus ineptedentatus ingår i släktet Nicolaus och familjen dvärgstritar. Inga underarter finns listade i Catalogue of Life.